# Lissonota tenerrima
Lissonota tenerrima är en stekelart som beskrevs av Thomson 1877. Lissonota tenerrima ingår i släktet Lissonota och familjen brokparasitsteklar. Arten är reproducerande i Sverige. Utöver nominatformen finns också underarten L. t. alpicolator.